# Rokometni klub Maribor Branik
Maillots
Dernière mise à jour : 31 juillet 2022.
Le Rokometni klub Maribor Branik est un club de handball slovène, situé à Maribor en Basse-Styrie, évoluant en Championnat de Slovénie masculin de handball.

## Histoire

### Le handball à Maribor
Le handball apparait dès 1925 à Maribor avec la création du club féminin du SSK Maribor. Elles jouent leur premier match de hazena (ancienne forme de handball en extérieur) face au Ljudski vrt puis remporte le championnat national en 1928.
C'est en 1949 que la première équipe masculine est formée, sous le nom de Polet Maribor avant de devenir Maribor Branik en 1951. Dans les compétitions yougoslaves, le Branik remporte la Ligue de la République socialiste de Slovénie (division 2) en 1954 et accède ainsi pour la première fois au championnat de Yougoslavie. Toutefois le club ne parvient pas à concrétiser parmi l'élite et se voit être même relégué en Ligue de Styrie en 1966. Il retrouve néanmoins la Ligue de Slovénie en 1968.
De nouveau relégué en 1972, il fusionne en 1977 avec le club de Kovinar Tezno et devient le RK Maribor. Il remonte en la Ligue de Slovénie en 1979 sans pour autant réaliser de résultats majeurs.
Lors de l'indépendance de la Slovénie, le club est réformé avec l'aide d'ancien joueurs tels que Marko Šibila et évolue alors en 3. DRL (division 3).

### Le RK Maribor Branik
En 2003, un nouveau club est fondé sous le nom de Rokometni klub Maribor Branik.
Le club débute en 2. DRL-Orient (division 3) mais n'y resta que deux ans puisqu'il monte lors de la saison 2005/2006 en division 2. 
En 2009, le club est promu en 1. A Liga (division 1) et termine troisième de la Coupe de Slovénie.
Lors de la saison 2009/2010, le club termine à une satisfaisante huitième place et arrive jusqu'en finale de la Coupe de Slovénie, une finale perdue face à Celje.
Grâce à cette finale, le club se qualifie pour la première fois à une coupe d'Europe, la Coupe des coupes. Lors de cette campagne, le RK Maribor Branik bat les tchèques du HC Baník Karviná au troisième tour, puis les serbes du RK Kolubara en seizième de finale mais est éliminé en quart de finale par les espagnols du Portland San Antonio. Parallèlement, le club finit la saison sur une cinquième place en championnat, une place réédité lors de la saison 2011-2012, saison où le club participa à la Coupe challenge mais où ils sont éliminés en quart de finale par les israéliens du Maccabi Tel-Aviv. 
Lors de la saison 2012/2013, en Coupe de l'EHF, les victoires successives face au HB Dudelange, au HK Kopavogur puis au RK Siscia dans les phases qualificatives permet au club d'atteindre la phases de groupe. en compagnie du Team Tvis Holstebro, du Wisła Płock et du Elverum Handball. Dans ce groupe assez relevé, le RK Maribor Branik termine derrière le Team Tvis Holstebro mais devant le Wisła Płock et l'Elverum Handball : qualifié pour les quarts de finale, il est éliminé par le club allemand du Frisch Auf Göppingen. En championnat, le club termine quatrième. 
Durant la saison 2013/2014, le club est éliminé au troisième tour de la Coupe de l'EHF par les Slovaques du HT Tatran Prešov alors qu'en Championnat de Slovénie, le club progresse encore en atteignant la troisième, tout lors de la saison 2014/2015.
Il entreprend donc deux campagnes en Coupe de l'EHF où il se fait éliminer au deuxième tour par les suédois du IFK Kristianstad lors de la saison 2014/2015 et où il se fait éliminer au troisième tour par les roumains du Dinamo Bucarest lors de la saison 2015/2016   .

## Palmarès
- Troisième du Championnat de Slovénie en 2014 et 2015
- Finaliste de la Coupe de Slovénie en 2010 et 2017
- Finaliste de la Supercoupe de Slovénie en 2010 et 2017

## Personnalités liées au club

### Joueurs
- Duško Čelica
- Darko Cingesar
- Dragan Gajić
- Urh Kastelic
- Borut Mačkovšek
- Dejan Malinović
- Ivan Pešić
- Simon Razgor
- Mario Šoštarić
- Renato Vugrinec
- Miha Zarabec
- Luka Žvižej

## Divers

### Supporters
Les Maribor Supporters est l'un des principaux clubs de supporters du RK Maribor Branik, ce groupe de supporters commença à assister aux matchs lors de la saison 2008/2009 mais le club de supporters a été officiellement fondé en 2011.
En février 2012, des supporters de Maribor commencèrent à scander des chants sur le massacre de Srebrenica lors d'une rencontre de Coupe Challenge face aux bosniens du RK Gradačac ; depuis ces supporters sont interdits de stade à vie,.

### Rivalités
Les matchs entre le RK Maribor Branik et le RK Celje Pivovarna Laško sont appelés derbys de Styrie, mais c'est le cas également des rencontres opposants aux clubs du RK Jeruzalem Ormož et du RK Trimo Trebnje.

### Infrastructure
Les matchs du RK Maribor Branik se déroulent au Tabor Hall à Tabor (banlieue du Maribor), la capacité de la salle est de 3800 places, mais pour le handball, la capacité est réduite.